# Clytophylla artia
Clytophylla artia är en fjärilsart som beskrevs av Turner 1929. Clytophylla artia ingår i släktet Clytophylla och familjen trågspinnare. Inga underarter finns listade i Catalogue of Life.